# LeRoy Ellis
LeRoy Ellis (Queens, 10 marzo 1940 – Portland, 2 giugno 2012) è stato un cestista statunitense, professionista nella NBA.
Era il padre di LeRon Ellis.

## Carriera
Venne selezionato dai Los Angeles Lakers al primo giro del Draft NBA 1962 (6ª scelta assoluta).

## Palmarès
- Campionato NBA: 1

Los Angeles Lakers: 1972